# ثابت‌سازی خارجی
ثابت سازی خارجی یا  فیکساتور اكسترن (به فرانسوی: Fixateur Externe) به درمان جراحی جهت ثابت سازی استخوان و بافت نرم در وضعیت درست در عضو آسیب دیده گفته می‌شود. اکسترنال فیکساتور معنای وسیله‌ای است که قسمت بیشتر آن در خارج از بدن قرار گرفته و قطعات شکسته شده را در جایشان بی‌حرکت نگه می‌دارد.

## اندیکاسیون
این روش جراحی در مواقعی که درمانهای دیگر مانند جا اندازی به روش بسته، تحت کشش قرار دادن و گچ گیری مؤثر نباشد، کاربرد دارد.
- شکستگی‌های حاد به همراه بیرون‌زدگی استخوان
- دفورمیتی‌های مادرزادی
- عفونت مفصلی
- خشک کردن مفصل

## مزایا
- پایدارکردن شکستگی استخوان با فاصله از محل صدمه
- عدم وجود گچ
- حرکت راحت بیمار
- دخالت مفصل به میزان کم

## اقدامات پس از جراحی
پایش وضعیت قلبی عروقی در هر ساعت کنترل گردد.